# ASC Corona 2010 Brașov
Asociaţia Sport Club Corona 2010 Brașov byl rumunský fotbalový klub sídlící ve městě Brašov. Klub byl založen v roce 2007 pod jménem Sport Club Municipal Brașov. Po skončení sezóny 2013/14, po které klub spadl z nejvyšší soutěže oznámil starosta města Brašov George Scripcaru ukončení činnosti klubu.

## Úspěchy
- Liga II ( 1x )
  - 2012/13
- Liga III ( 1x )
  - 2011/12
- Liga IV ( 1x )
  - 2009/10

## Trenéři
| Jméno         | Nár.     | Od            | Do          |
| ------------- | -------- | ------------- | ----------- |
| Daniel Bona   | Rumunsko | červenec 2010 | červen 2013 |
| Nicolae Manea | Rumunsko | červen 2013   | září 2013   |
| Ionel Gane    | Rumunsko | září 2013     | duben 2014  |
| Adrian Hârlab | Rumunsko | duben 2014    | květen 2014 |
| Daniel Bona   | Rumunsko | květen 2014   | květen 2014 |